# Tuyến Ryōmō
Tuyến Ryōmō (両毛線 Ryōmō-sen) là một tuyến đường sắt do Công ty Đường sắt Đông Nhật Bản (JR East) sở hữu và điều hành. Dài 84,4 km (52,4 mi), nó kết nối thành phố Oyama ở Tochigi với thành phố Maebashi ở Gunma.